# Липтовска Ана
Липтовска Ана (слч. Liptovská Anna) насељено је мјесто са административним статусом сеоске општине (слч. obec) у округу Липтовски Микулаш, у Жилинском крају, Словачка Република.

## Становништво
| Година:    | 1994. | 2004.   | 2014.   | 2024.    |
| ---------- | ----- | ------- | ------- | -------- |
| Број људи: | 104   | 94      | 86      | 104      |
| Разлика:   |       | -9,61 % | -8,51 % | +20,93 % |

| Година:    | 2023. | 2024.   |
| ---------- | ----- | ------- |
| Број људи: | 97    | 104     |
| Разлика:   |       | +7,21 % |

Према подацима о броју становника из 2011. године насеље је имало 93 становника.